# Lista semnatarilor Constituției Statelor Unite ale Americii

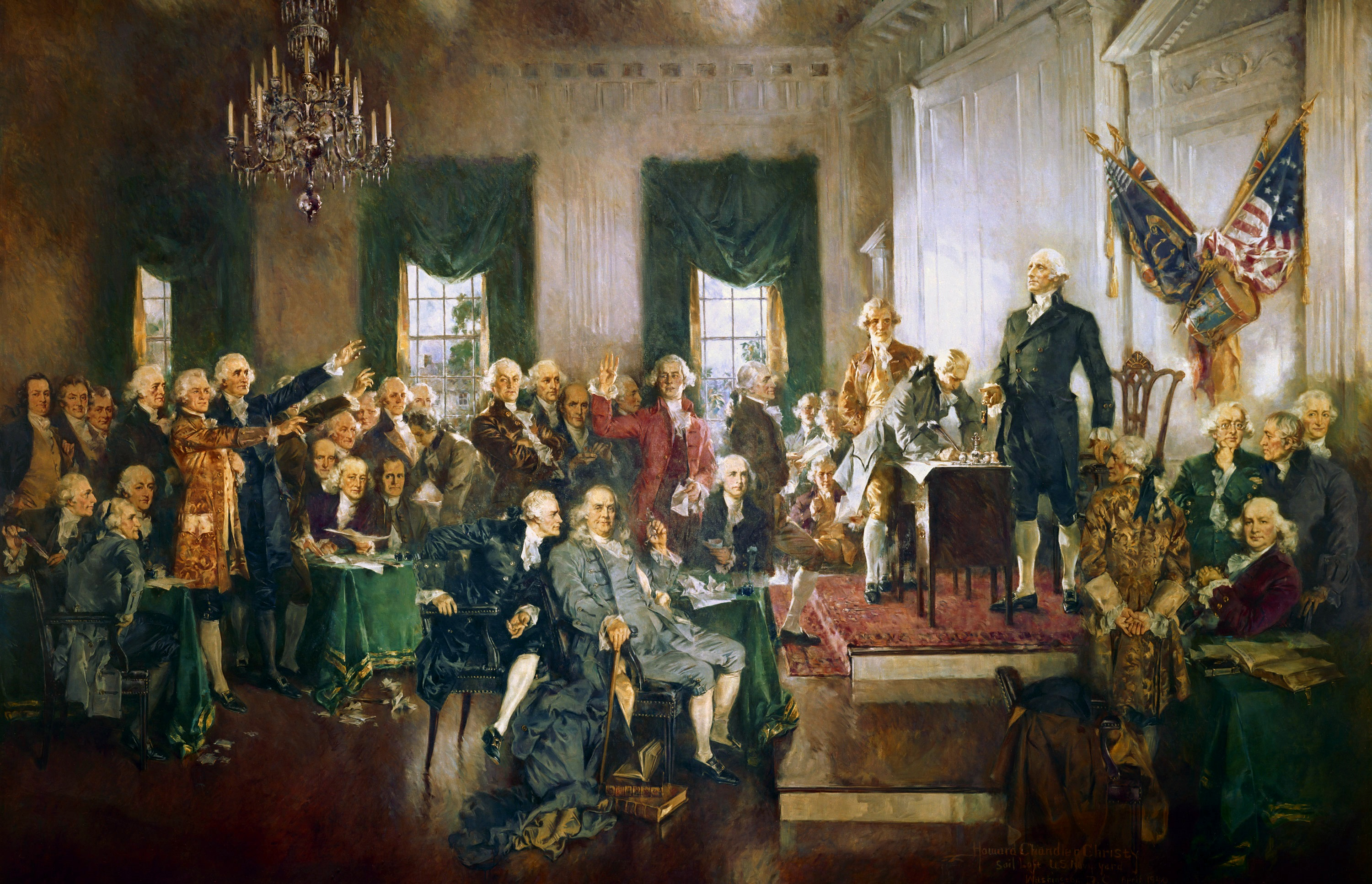
Pictura lui Howard Chandler Christy descriind semnarea Constituției SUA, Scene at the Signing of the Constitution of the United States.

- Această pagină este o listă a tuturor celor 55 de delegații ai Convenției Constituționale reunită în scopul semnării Constituției Statelor Unite ale Americii.

Lista cuprinde atât cei 39 de semnatari ai Constituției SUA, cât și pe cei 16 care au refuzat semnarea acesteia.

## Semnarea Constituției americane

### Cei 39 de delegați care au semnat Constituția Statelor Unite
| - George Washington - Abraham Baldwin - Richard Bassett - Gunning Bedford, Jr. - John Blair - William Blount - David Brearly - Jacob Broom - Pierce Butler - Daniel Carroll - George Clymer - Jonathan Dayton - John Dickinson - William Few - Thomas Fitzsimons - Benjamin Franklin - Nicholas Gilman - Nathaniel Gorham - Alexander Hamilton - Jared Ingersoll | - Daniel of St. Thomas Jenifer - William Samuel Johnson - Rufus King - John Langdon - William Livingston - James Madison - James McHenry - Thomas Mifflin - Gouverneur Morris - Robert Morris - William Paterson - Charles Cotesworth Pinckney - Charles Pinckney - George Read - John Rutledge - Roger Sherman - Richard Dobbs Spaight - Hugh Williamson - James Wilson |  |

### Cei 16 delegați care nu au semnat Constituția Statelor Unite
| - William Richardson Davie - Oliver Ellsworth - Elbridge Gerry - William Houston - William Houstoun - John Lansing, Jr. - Alexander Martin - Luther Martin | - George Mason - James McClurg - John Francis Mercer - William Pierce - Edmund Randolph - Caleb Strong - George Wythe - Robert Yates |  |